# Ilulissat (plaats)
Ilulissat (Deens: Jacobshavn) is een plaats in het westen van Groenland, gelegen aan de Diskobaai. Het is de hoofdplaats van de gemeente Avannaata en met 4530 inwoners (na Nuuk en Sisimiut) de op twee na grootste stad van Groenland.
Door de nabijheid van het IJsfjord van Ilulissat, dat sinds 2004 Werelderfgoed is, is het een belangrijk toeristisch centrum. Dit fjord wordt gevoed door de Jakobshavn Isbræ, de grootste gletsjer van het noordelijk halfrond. In dit fjord ontstaan grote ijsbergen die vaak eerst nog voor langere tijd vast komen te zitten in het fjord voordat ze naar zee drijven.
De gemiddelde temperatuur in januari is min 9 graden Celsius, in juli is het gemiddeld plus 8 graden Celsius.

## Geschiedenis
In 1741 startte de Deen Jacob Severin, die een handelsmonopolie had op Groenland, hier een handelspost. De post groeide uit tot een stad die door de Denen Jacobshavn werd genoemd. De Eskimo's noemden het Ilulissat dat ijsbergen betekent in het Groenlands.
Tegen het eind van de 18e eeuw werd hier de Zionskerk gebouwd wat het grootste gebouw van Groenland was.
In 2008 werd in Ilulissat de Ilulissat Declaration opgesteld waarin de vijf landen die aan de poolzee grenzen (Noorwegen, Denemarken, Rusland, de Verenigde Staten en Canada) afspraken maakten over exploitatie en nieuwe zeeroutes in het poolgebied.

## Vervoer
Drie kilometer naar het noorden ligt een vliegveld. Per vliegtuig zijn er verbindingen met Upernavik, Kangerlussuaq, Nuuk (via Kangerlussuaq), Sisimiut, Aasiaat, Qaarsut en per helikopter naar Qasigiannguit en Qeqertarsuaq. Icelandair vliegt seizoensgebonden naar Reykjavik-Keflavik.
Er is openbaar vervoer per bus in Ilulissat. Voor de inwoners is een goede lokale verbinding hard nodig, aangezien de stad redelijk uitgestrekt is. Het busbedrijf, dat volledig eigendom is van de gemeente, beschikt maar over twee 8-persoons busjes: één stadsbuslijn en één airportshuttle, hoewel deze vaak als tweede stadsbus wordt ingezet. In 2012 waren er tussen de 2000 en 2500 hondensledes aanwezig in de plaats.

## Galerij

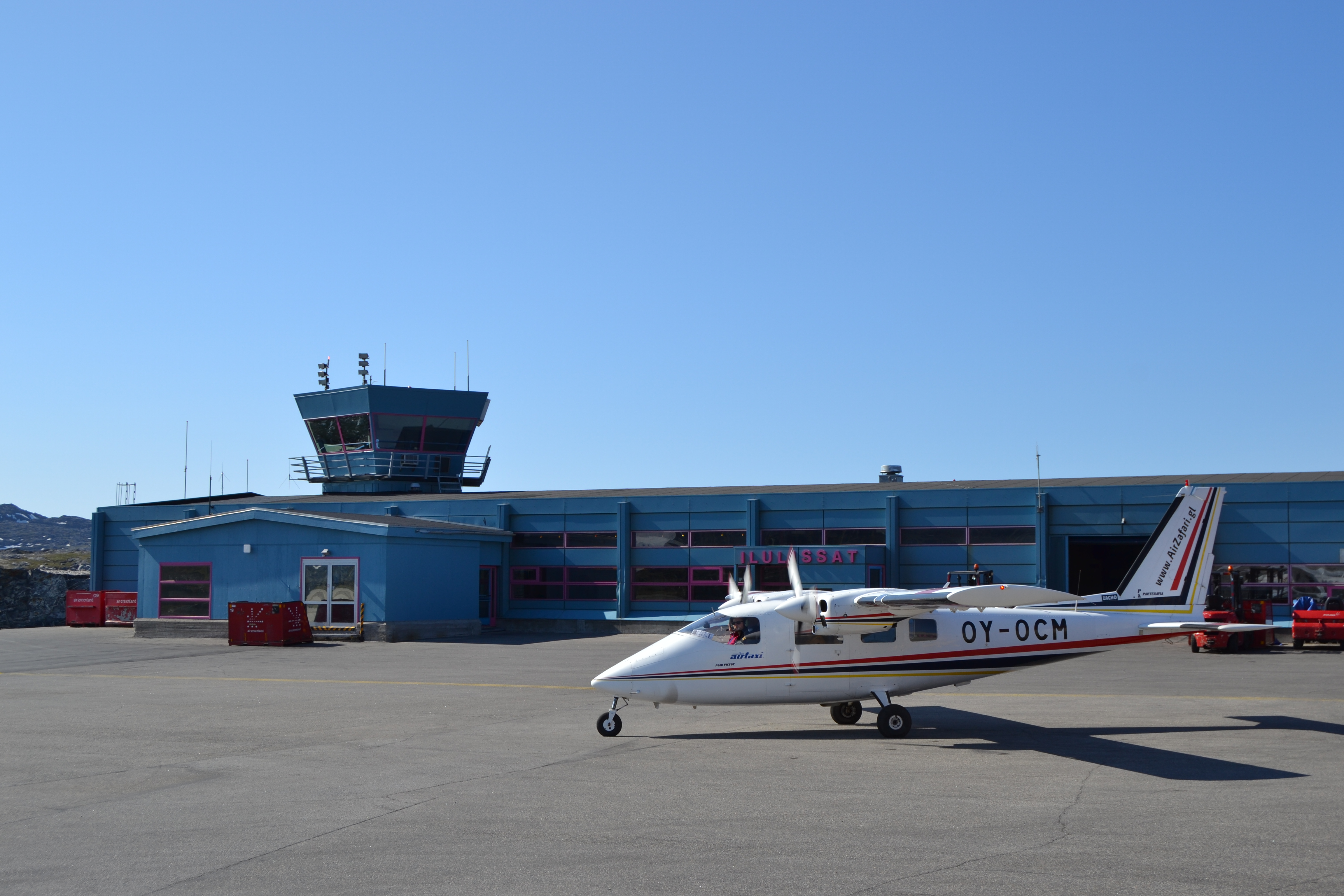
Het vliegveld
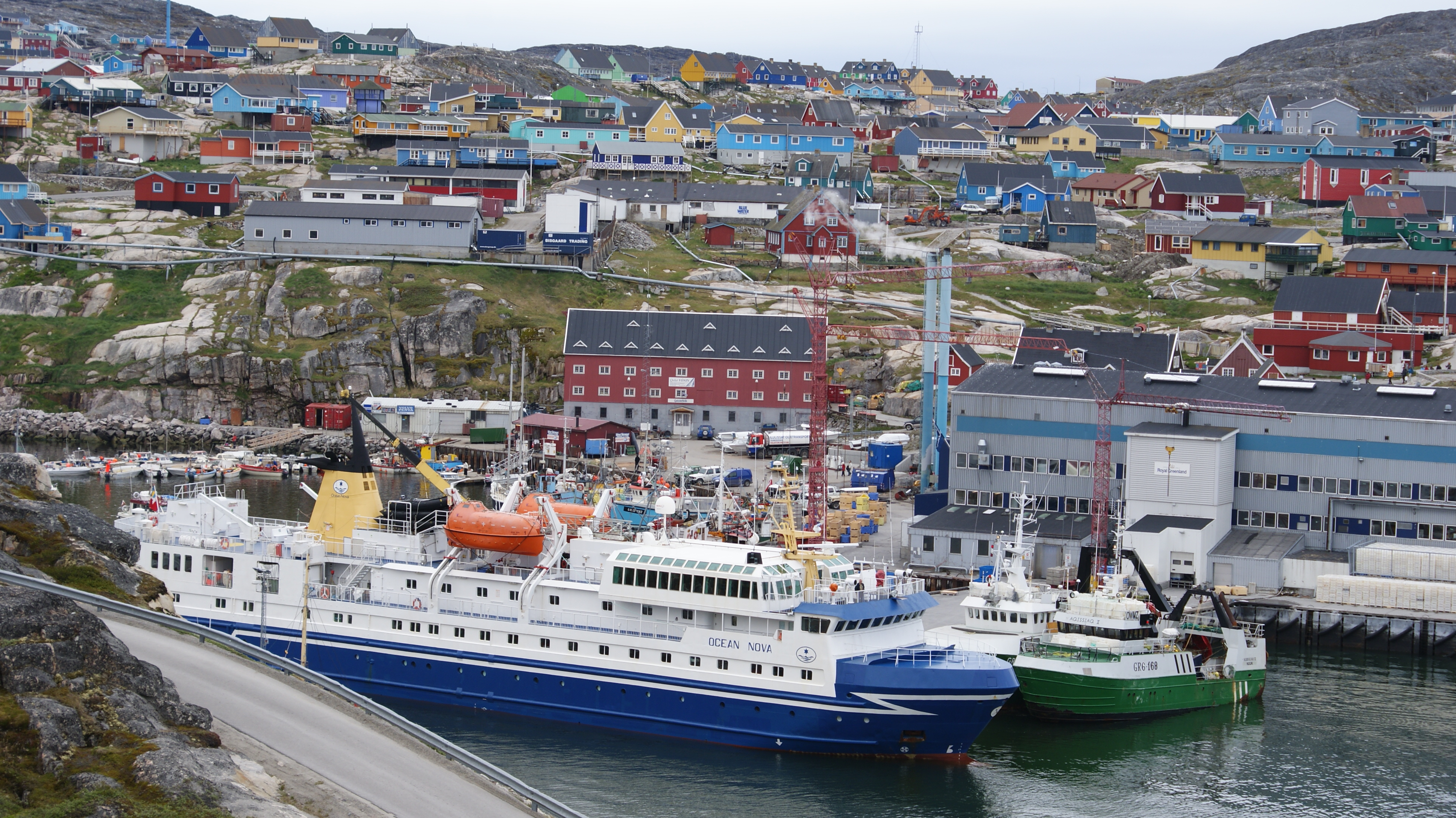
De haven
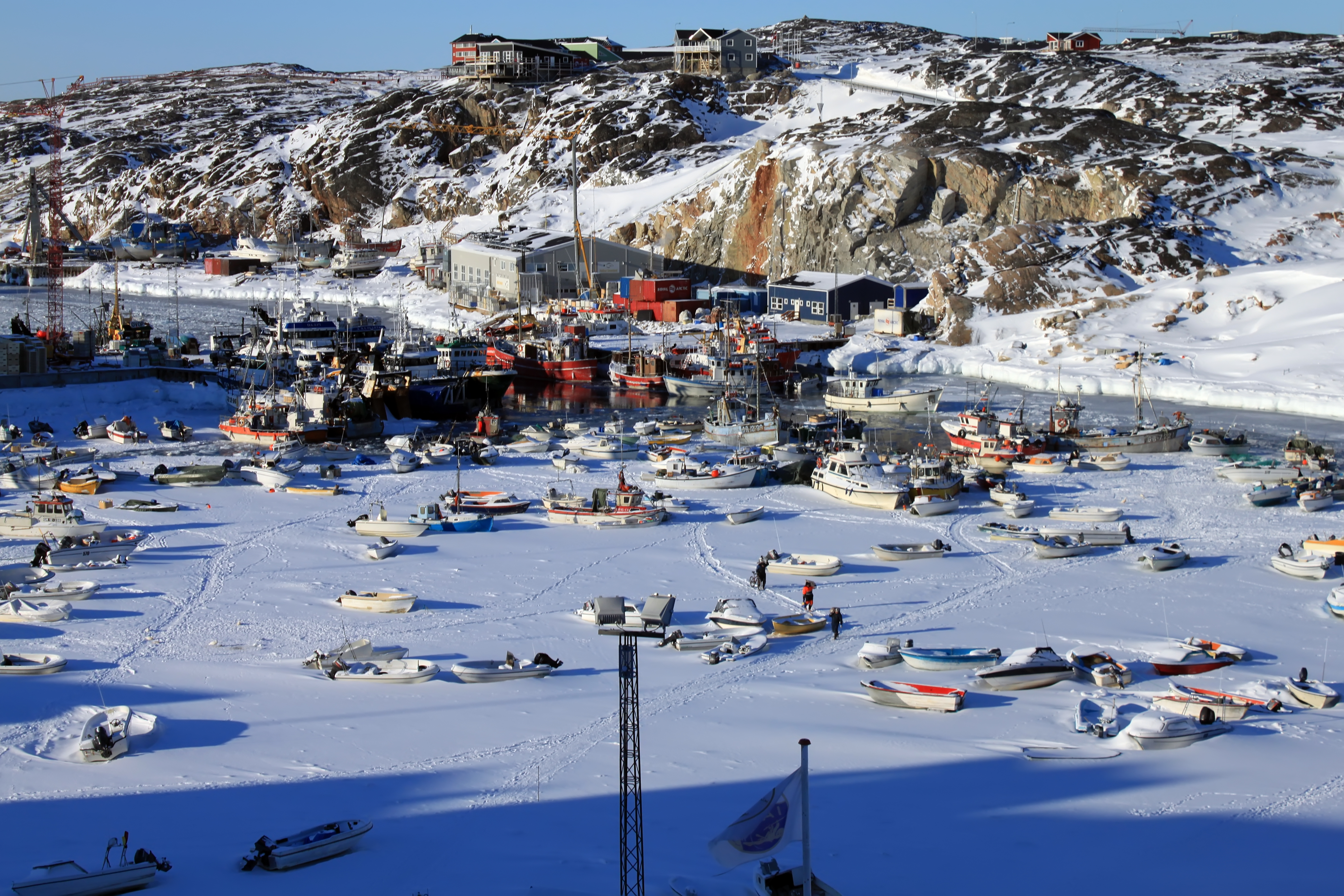
De deels bevroren haven in de winter
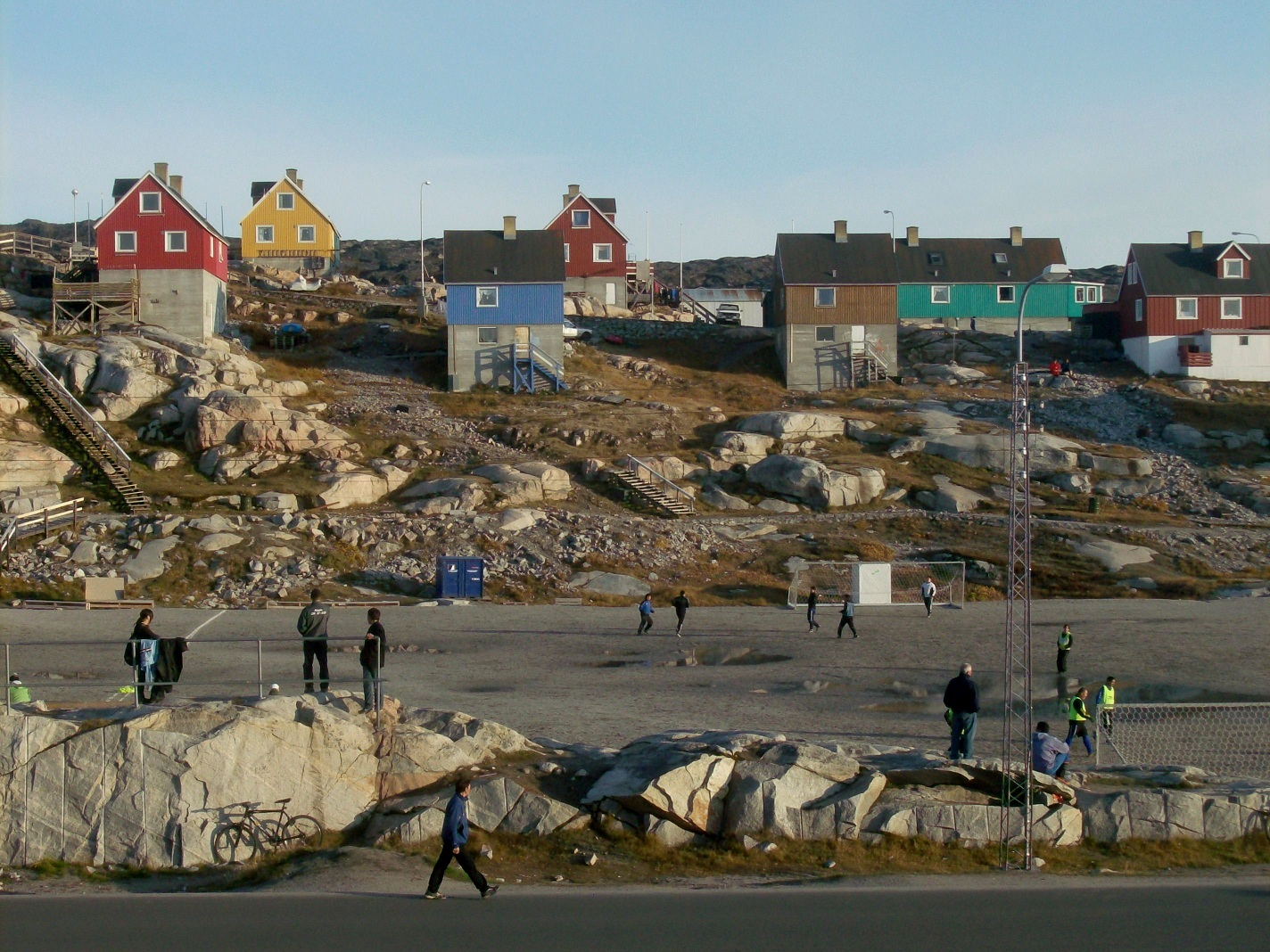
Het voetbalveld
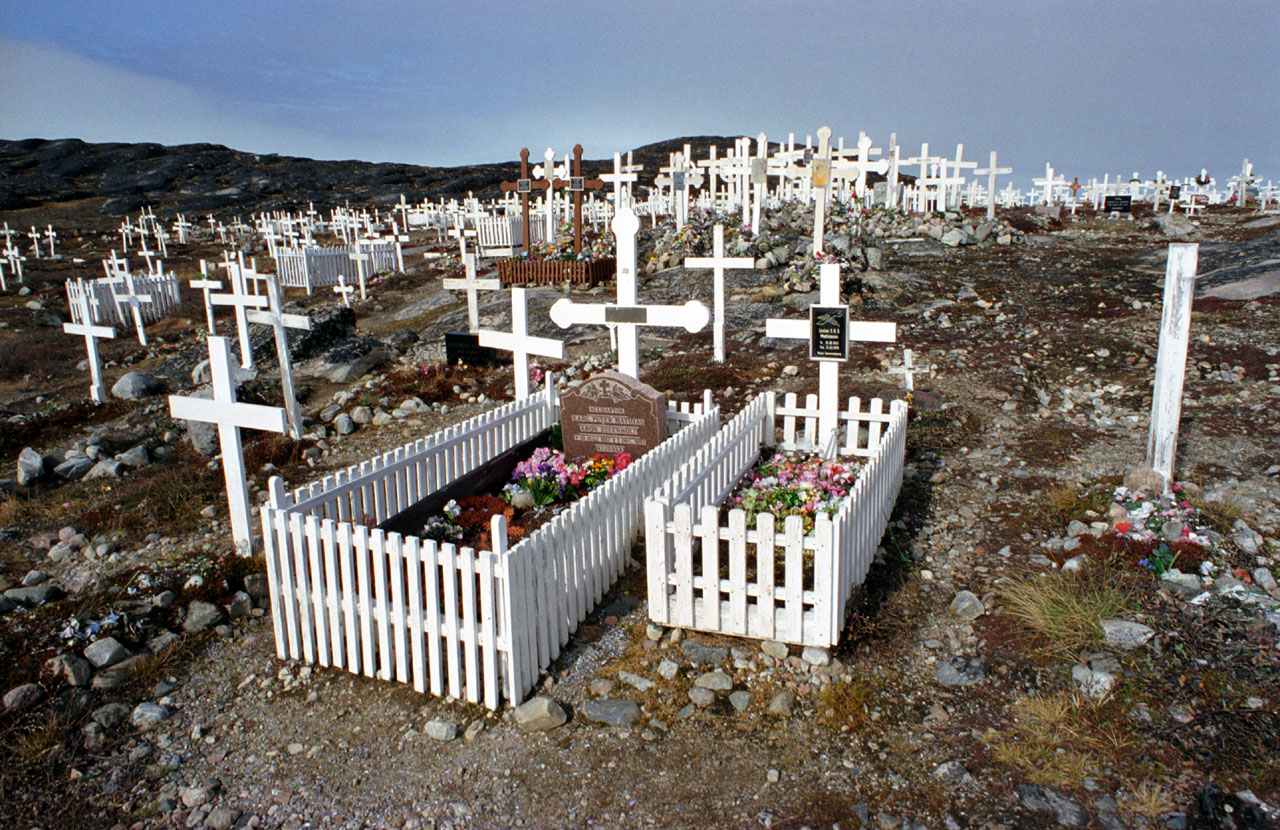
Het kerkhof
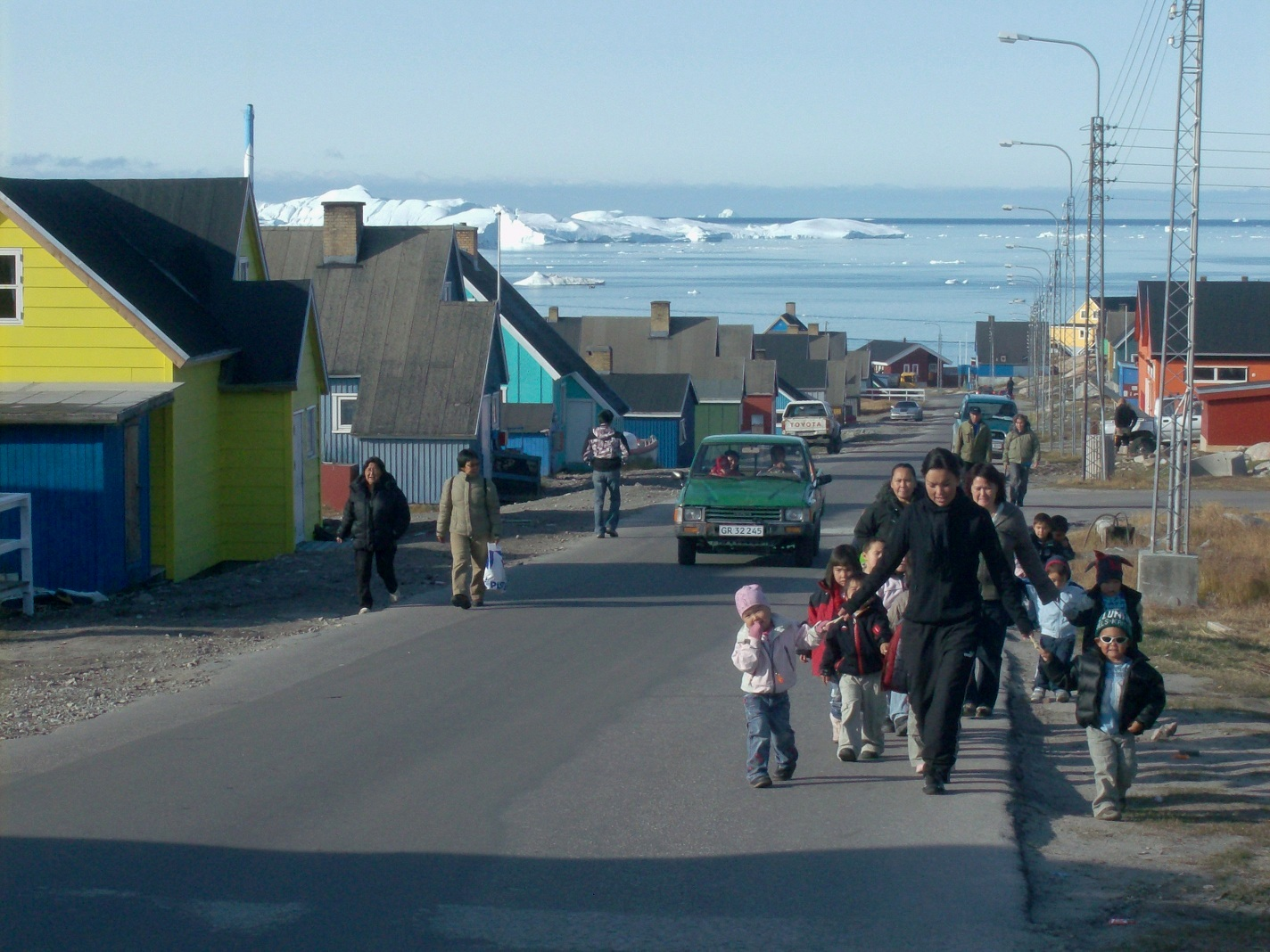
Schoolkinderen
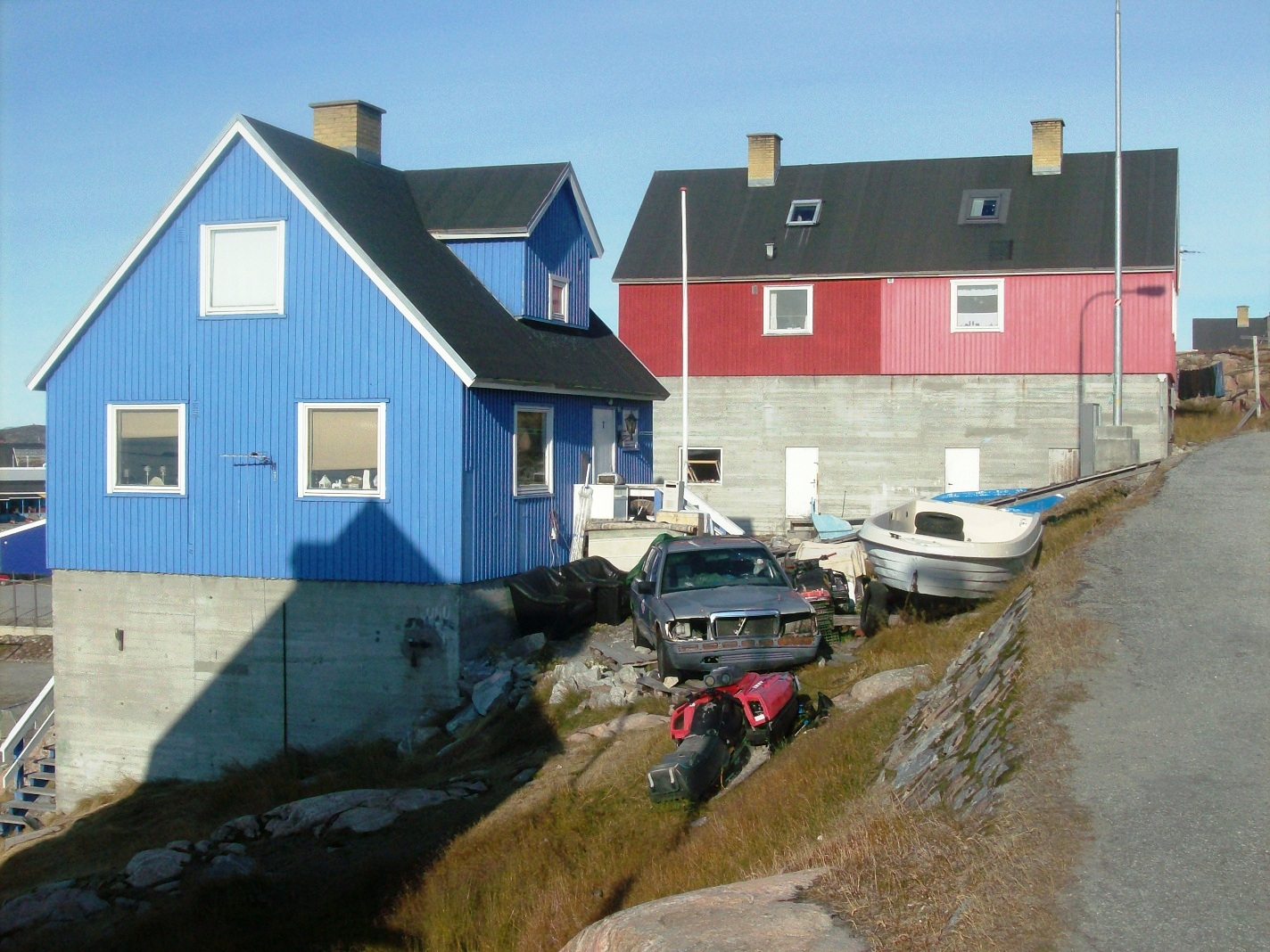
Huizen
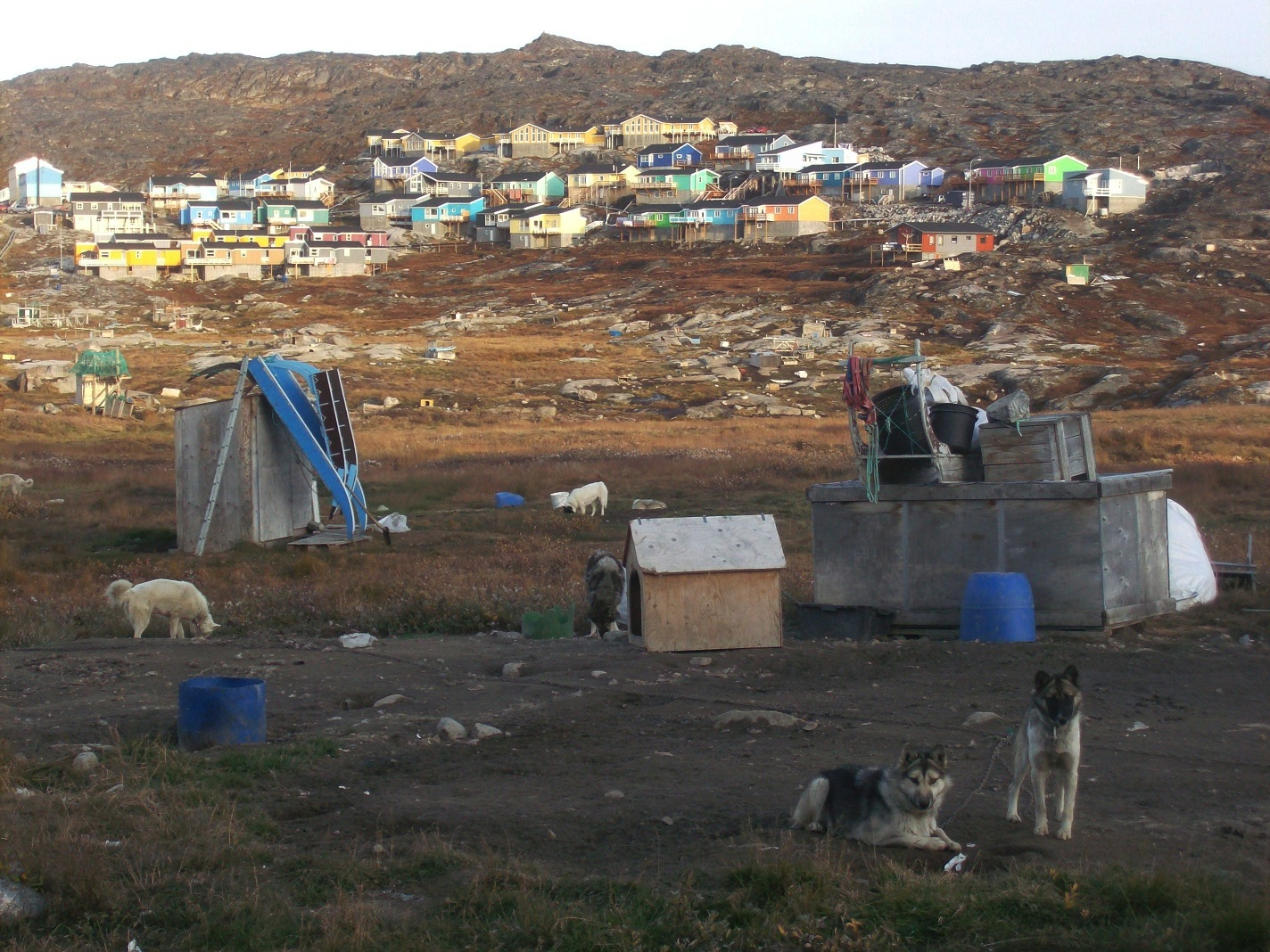
Sledehonden
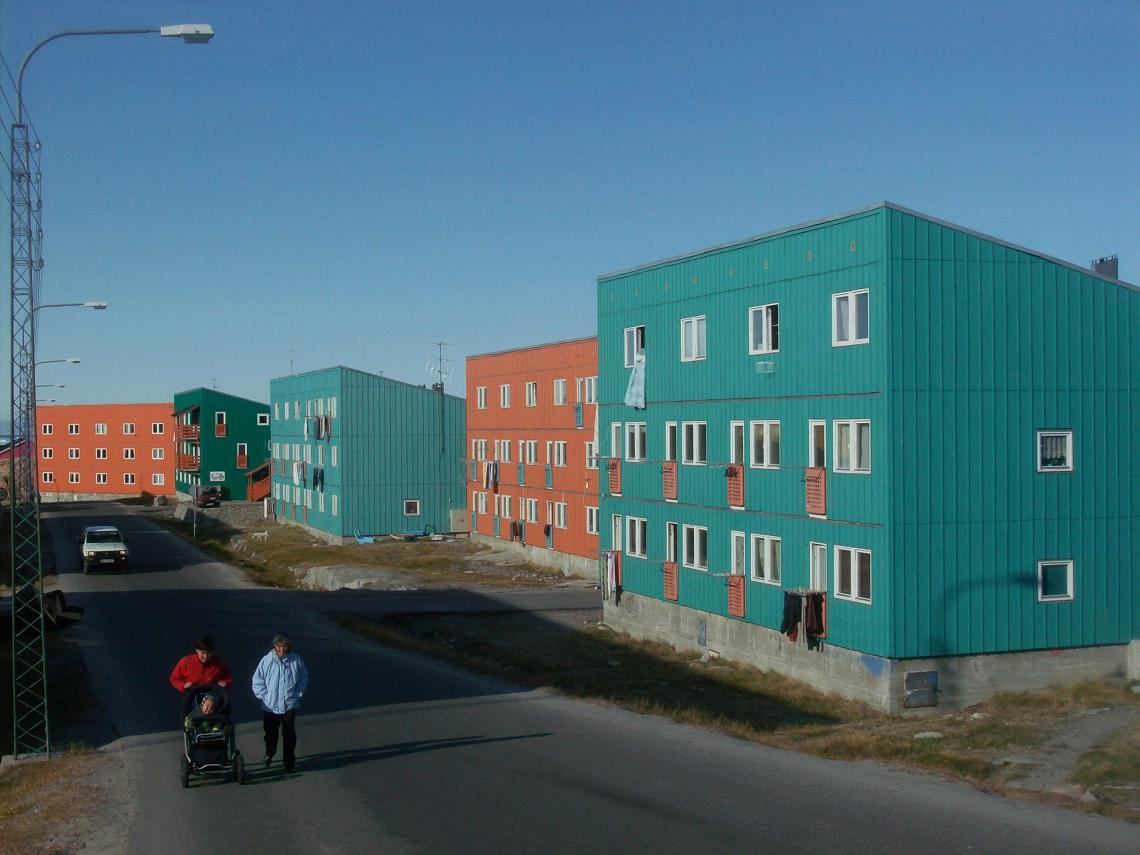
Sociale huisvesting
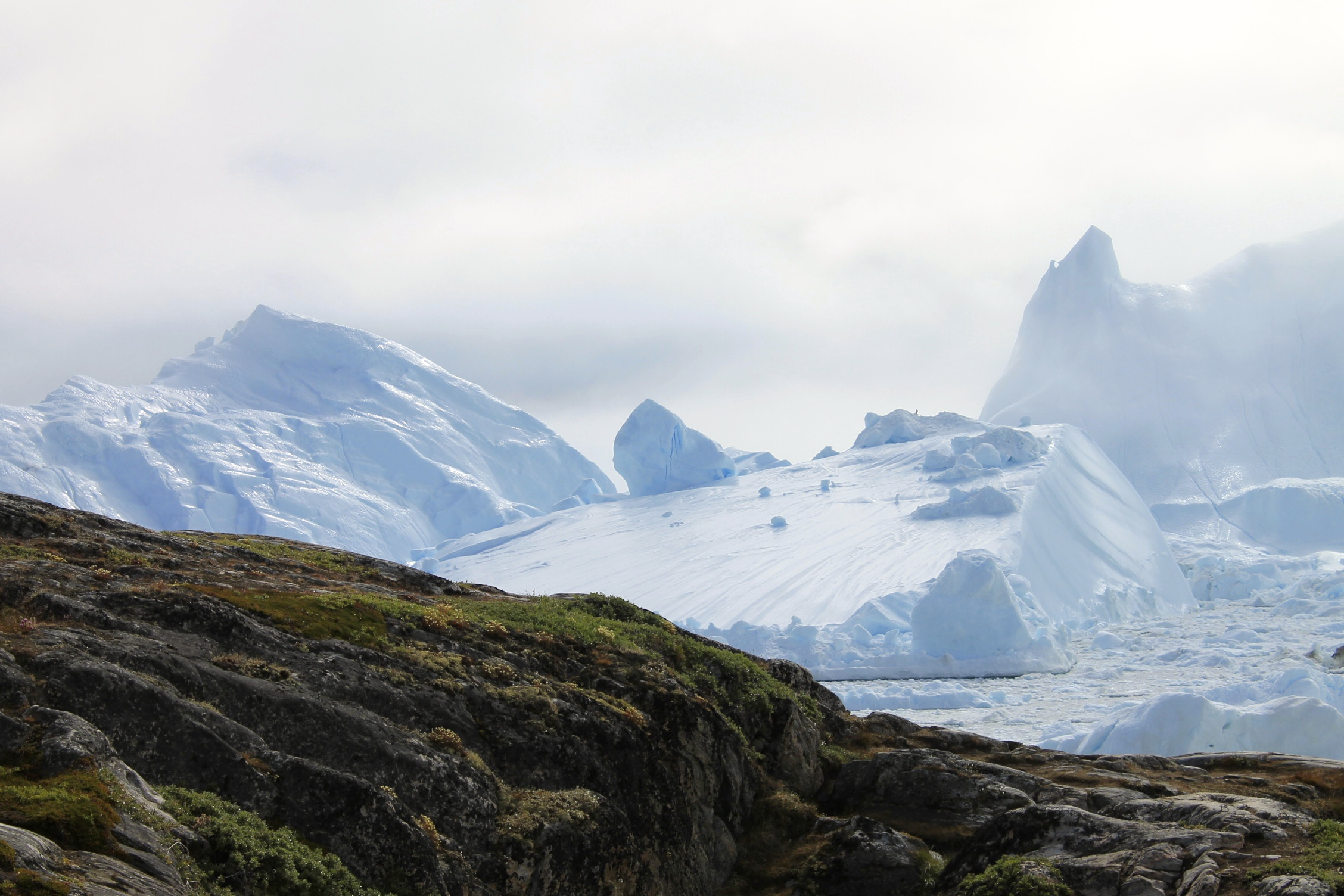
Gletsjer bij Ilulissat
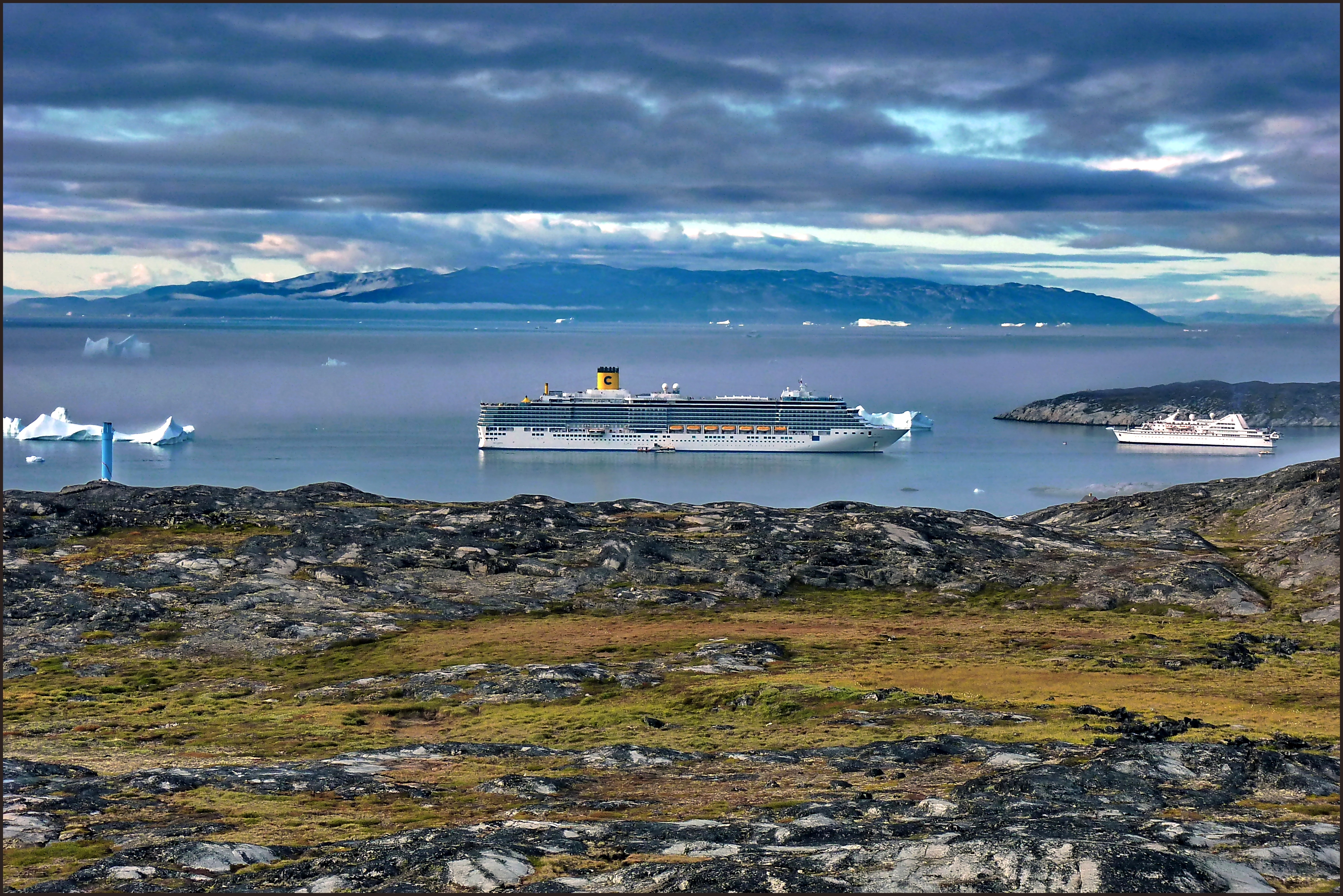
Cruiseschepen in de Diskobaai